# Guardandoti, sfiorandoti
Guardandoti, sfiorandoti è un album di Mario Lavezzi, pubblicato dalla Compagnia Generale del Disco nel 1984.

## Tracce

### Lato A
Testi e musiche di Mario Lavezzi.
1. Giochi d'amore
2. Molecole
3. Maribilla
4. Holiday
5. Forse a Natale

### Lato B
Testi e musiche di Mario Lavezzi.
1. Se rinasco (feat. Loredana Bertè e Fiorella Mannoia)
2. Guardandoti sfiorandoti
3. Quand'eri tu la musica
4. Non ci si accontenta più
5. Avrai

## Formazione
- Mario Lavezzi – voce, chitarra
- Stefano Cerri – basso
- Alfredo Golino – batteria
- Matteo Fasolino – tastiera
- Giulia Fasolino – voce